# Gustaf Molander
Gustaf Harald August Molander, född 18 november 1888 i Helsingfors, död 19 juni 1973 i Oscars församling i Stockholm, var en svensk regissör, skådespelare och manusförfattare. Han var son till regissören och författaren Harald Molander och skådespelaren Lydia Wessler samt bror till regissören och skådespelaren Olof Molander.

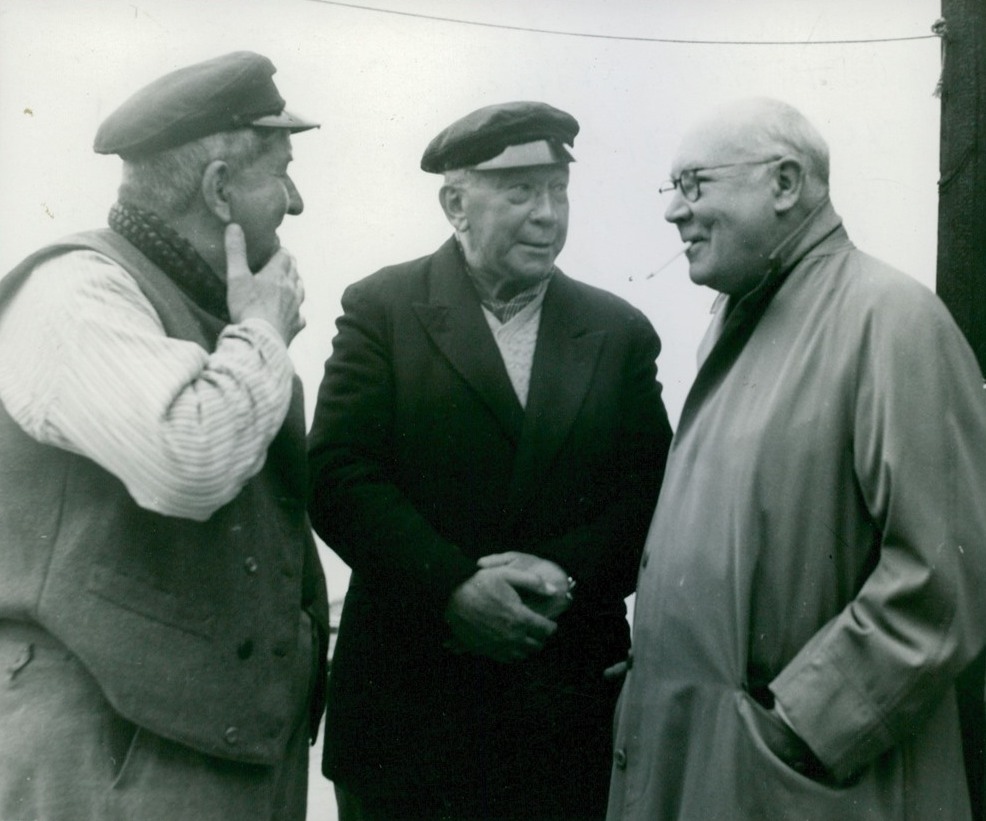
Gustaf Molander (till höger) tillsammans med Axel Högel (mitten) och Josua Bengtson (till vänster).

## Biografi
Gustaf Molander studerade vid Dramatens elevskola 1907–1909 och verkade sedan på Svenska Teatern i Helsingfors, Intiman i Stockholm och Dramaten 1913–1926. Molander var chef för Dramatens elevskola 1921–1926. 
Han skrev i slutet på 1910-talet manus till flera filmer av Victor Sjöström och Mauritz Stiller och var från 1920 verksam vid Svensk Filmindustri. Gustaf Molander regidebuterade 1920 med filmen Bodakungen.
Molander var som regissör känd för att lägga stor vikt vid manus. Under 1930-talet regisserade han särskilt finare så kallade salongskomedier. Han tog vid äldre ålder avstånd från dessa filmer som han ansåg var schablonartade. Han fick 1935 Svenska Filmsamfundets medalj för sina insatser som regissör. Gustaf Molander är fortfarande den mest produktive och mångsidigaste regissören i svensk filmhistoria med sina 64 filmer som spänner över en bredd från ovan nämnda salongskomedier, som En stilla flirt, Vi som går köksvägen och Swedenhielms till filmer som Rid i natt!, Det brinner en eld och Intermezzo. Moalnder kom även att regissera Ingmar Bergmans första manus för SF, Kvinna utan ansikte.
På senare år regisserade Gustaf Molander ett antal pjäser för både Tv- och Radioteatern. Samt på 60-talet flera scenuppsättningar både på Vasateatern i Stockholm samt för Riksteatern.
Molander gjorde även många översättningar och bearbetningar för både TV- och Radioteatern, bland annat bearbetningen av Markurells i Wadköping efter Hjalmar Bergmans roman, som filmades för TV-teatern med Edvin Adolphson, Eva Dahlbeck och Ulf Brunnberg i huvudrollerna 1968.
Gustaf Molander avled 1973 och är begravd på Norra begravningsplatsen utanför Stockholm.

### Privatliv
Han var åren 1910–1918 gift med skådespelaren Karin Edwertz och från 1919 med Elsa Fahlberg. Han var far till  regissören och filmproducenten Harald Molander i första äktenskapet och skådespelaren Jan Molander i andra äktenskapet.

## Filmografi i urval

### Regi
- 1967 – Stimulantia
- 1964 – Kärlekens krokvägar (TV)
- 1964 – Markisinnan (TV)
- 1963 – Hittebarnet (TV)
- 1961 – Kardinalernas middag (TV)
- 1961 – Frisöndag (TV)
- 1961 – Ett glas vatten (TV)
- 1959 – Pojken Winslow (TV)
- 1956 – Sången om den eldröda blomman
- 1955 – Enhörningen
- 1954 – Herr Arnes penningar
- 1953 – Glasberget
- 1952 – Trots
- 1951 – Frånskild
- 1950 – Kvartetten som sprängdes
- 1950 – Fästmö uthyres
- 1949 – Kärleken segrar
- 1948 – Eva
- 1948 – Nu börjar livet
- 1948 – Kvinna utan ansikte
- 1945 – Galgmannen
- 1944 – Kejsarn av Portugallien
- 1944 – Den osynliga muren
- 1943 – Ordet
- 1943 – Älskling, jag ger mig (film, 1943)
- 1943 – Det brinner en eld
- 1942 – Rid i natt!
- 1942 – Jacobs stege
- 1941 – Striden går vidare
- 1941 – I natt - eller aldrig
- 1940 – En, men ett lejon!
- 1939 – Filmen om Emelie Högqvist
- 1939 – En enda natt
- 1938 – En kvinnas ansikte
- 1938 – Dollar
- 1937 – Sara lär sig folkvett
- 1936 – Intermezzo
- 1936 – På Solsidan
- 1936 – Bröllopsresan
- 1935 – Under falsk flagg
- 1935 – Swedenhielms
- 1933 – Vi som går kjøkkenveien
- 1932 – Vi som går köksvägen
- 1932 – Svarta rosor
- 1931 – En natt
- 1930 – Charlotte Löwensköld
- 1930 – Fridas visor
- 1929 – Hjärtats triumf
- 1928 – Synd
- 1928 – Parisiskor
- 1927 – Förseglade läppar
- 1927 – Hans engelska fru
- 1926 – Hon, den enda
- 1926 – Till Österland
- 1925 – Ingmarsarvet
- 1925 – Polis Paulus' påskasmäll
- 1924 – 33.333
- 1923 – Mälarpirater
- 1922 – Amatörfilmen
- 1922 – Thomas Graals myndling
- 1920 – Bodakungen

### Filmmanus
- 1968 – Markurells i Wadköping (TV-serie)
- 1968 – Farbror Blås nya båt
- 1967 – Stimulantia
- 1967 – Candida (TV)
- 1965 – Doktor Knock (TV)
- 1965 – Janus (TV)
- 1962 – Trasiga änglar (TV)
- 1962 – Arvtagerskan (TV)
- 1961 – Ljuva ungdomstid
- 1960 – Ett glas vatten
- 1959 – Älska (TV)
- 1955 – Enhörningen
- 1954 – Herr Arnes penningar
- 1953 – Glasberget
- 1952 – Kärlek
- 1950 – Kvartetten som sprängdes
- 1949 – Kärleken segrar
- 1948 - Nu börjar livet
- 1943 – Älskling, jag ger mig
- 1943 – Det brinner en eld
- 1942 – Rid i natt!
- 1942 – Jacobs stege
- 1941 – Den ljusnande framtid
- 1939 – Filmen om Emelie Högqvist
- 1938 – Dollar
- 1935 – Swedenhielms
- 1935 – Ungkarlspappan
- 1933 – Vi som går kjøkkenveien
- 1932 – Vi som går köksvägen
- 1926 – Till Österland
- 1925 – Ingmarsarvet
- 1925 – Polis Paulus' påskasmäll
- 1924 – 33.333
- 1923 – Mälarpirater
- 1922 – Thomas Graals myndling
- 1920 – Erotikon
- 1920 – Bodakungen
- 1919 – Herr Arnes pengar
- 1919 – Sången om den eldröda blomman
- 1918 – Thomas Graals bästa barn
- 1917 – Thomas Graals bästa film
- 1917 – Terje Vigen

### Skådespelare
- 1931 – Brokiga Blad
- 1944 – Kejsarn av Portugallien

## Teater

### Roller
| År   | Roll                  | Produktion                           | Regi                            | Teater         |
| ---- | --------------------- | ------------------------------------ | ------------------------------- | -------------- |
| 1908 | Dräng                 | De löjliga preciöserna Molière       | Emil Grandinson                 | Dramaten       |
| 1908 | Bondfolk              | Samvetets mask Ludwig Anzengruber    | Gustaf Linden                   | Dramaten       |
| 1908 | Gäst                  | Syndafloden Henning Berger           | Gustaf Linden                   | Dramaten       |
| 1911 | Giulio                | Renässans Holger Drachmann           | Knut Michaelson                 | Intima teatern |
| 1911 | Klas Ring             | Bland vassen Gustaf Collijn          |                                 | Intima teatern |
| 1912 |                       | Rococo Harald Molander               |                                 | Intima teatern |
| 1912 |                       | Aftonstjärnan Hjalmar Söderberg      |                                 | Intima teatern |
| 1912 | Valentin              | Osvuret är bäst Alfred de Musset     |                                 | Intima teatern |
| 1912 |                       | Gamla herrgården Fredrik Nycander    | Emil Grandinson                 | Intima teatern |
| 1912 | Evert                 | Segraren Ernst Didring               | Emil Grandinson Knut Michaelson | Intima teatern |
| 1912 | Don Carlos            | Filip II Emile Verhaeren             | Knut Michaelson                 | Intima teatern |
| 1913 | Paul Rocher           | Fästningen faller Sacha Guitry       | Knut Michaelson                 | Intima teatern |
| 1913 | Rory Megan            | Vildfåglar John Galsworthy           | Knut Michaelson                 | Intima teatern |
| 1919 | Kabinettssekreteraren | Fanvakt Otto Rung                    | Tor Hedberg                     | Dramaten       |
| 1921 | Aegistos              | Elektra Hugo von Hofmannsthal        | Tor Hedberg                     | Dramaten       |
| 1922 | Per Storm             | Erna Einar Fröberg                   | Gustaf Linden                   | Dramaten       |
| 1923 | Hastings              | Värdshuset Råbocken Oliver Goldsmith | Olof Molander                   | Dramaten       |
| 1925 | Broder Martin         | Sankta Johanna George Bernard Shaw   | Gustaf Linden                   | Dramaten       |
| 1926 | Carlo di Nolli        | Henrik IV Luigi Pirandello           | Gustaf Linden                   | Dramaten       |

### Regi (ej komplett)
| År   | Produktion                                 | Upphovsmän                                                      | Teater                                              |
| ---- | ------------------------------------------ | --------------------------------------------------------------- | --------------------------------------------------- |
| 1937 | Jean                                       | Ladislaus Bus-Fekete                                            | Oscarsteatern                                       |
| 1939 | Madame Sans Gêne                           | Victorien Sardou och Émile Moreau                               | Oscarsteatern                                       |
| 1944 | Gasljus                                    | Patrick Hamilton                                                | Oscarsteatern                                       |
| 1948 | Kärlek utan nåd                            | Eugene O'Neill                                                  | Turné                                               |
| 1960 | Äktenskapskarusellen The Marriage-Go-Round | Leslie Stevens Översättning Stig Bergendorff och Gösta Bernhard | Lisebergsteatern Senare flyttad till Blancheteatern |
| 1960 | Mannen och hans överman Man and Superman   | George Bernard Shaw                                             | Riksteatern                                         |
| 1961 | Mamma San A Majority of One                | Leonard Spigelgass                                              | Vasateatern                                         |

## Radioteater

### Regi
| År   | Produktion                                                | Upphovsmän                                       |
| ---- | --------------------------------------------------------- | ------------------------------------------------ |
| 1950 | Salig överstens döttrar The Daughters of the Late Colonel | Katherine Mansfield Översättning Gustaf Molander |
| 1956 | Konserten                                                 | Hermann Bahr Översättning Gustaf Molander        |